# Otto H. Förster
Otto Karl Helmut Förster (* 13. November 1894 in Nürnberg; † 27. April 1975 in Köln) war ein deutscher Kunsthistoriker und Museumsleiter.

## Leben
Förster wuchs als Sohn eines bayerischen Baubeamten auf. Er legte das Abitur am Gymnasium Carolinum in Ansbach ab und studierte seit 1913 an der Ludwig-Maximilians-Universität München zunächst Volkswirtschaftslehre und Geschichte, seit 1915 Kunstgeschichte, 1920/21 studierte er an der Rheinischen Friedrich-Wilhelms-Universität Bonn. 1921 wurde er in München  bei Heinrich Wölfflin mit einer Arbeit zur Kölner Malerei im 14. Jahrhundert promoviert.
Seit 1921 arbeitete er am Wallraf-Richartz-Museum in Köln, zunächst als Volontär, seit 1922 als wissenschaftlicher Hilfsarbeiter, seit 1925 als Kustos und schließlich von 1933 bis 1945 als Direktor. Während des Zweiten Weltkriegs verkaufte Förster 630 Kunstwerke der eigenen Sammlung, um Raubkunst aus den besetzten Gebieten zu erwerben, die jedoch nach dem Krieg beschlagnahmt und wieder zurückgegeben wurde. Von 1957 bis 1960 war Förster Generaldirektor der Kölner Museen und erneut Direktor des Wallraf-Richartz-Museums.

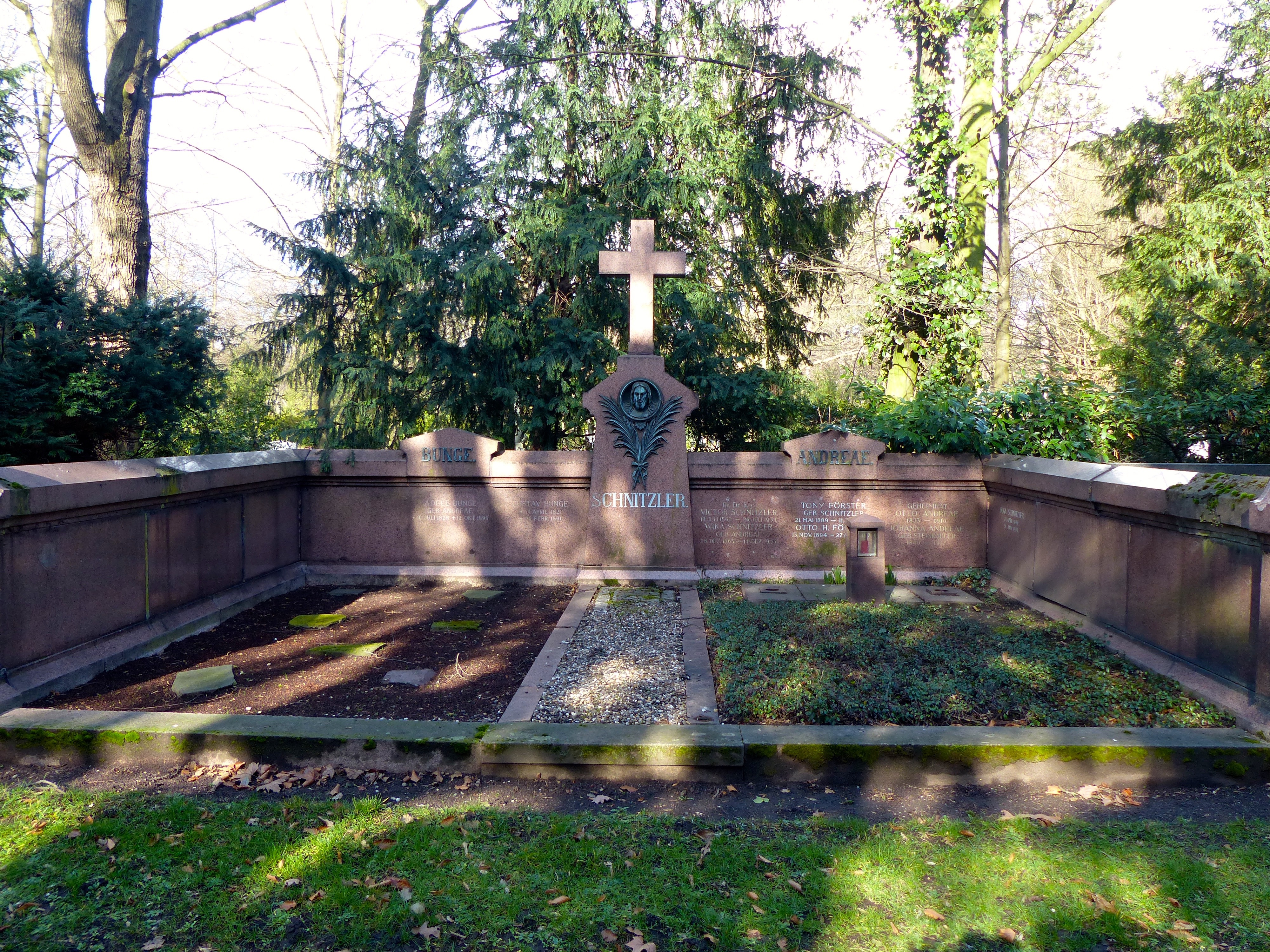
Grabanlage der Familien Schnitzler / Andreae / Bunge

Seit 1920 lehrte er daneben auch Kunstgeschichte am staatlichen Zeichenlehrerseminar, seit 1922 Teil der Düsseldorfer Kunstakademie (bis 1927). 1924 habilitierte er sich für Kunstgeschichte an der Universität zu Köln, an der er 1937 zum außerordentlichen Professor, 1939 zum außerplanmäßigen Professor ernannt wurde.
1925 hatte er in Köln Antonie „Tony“ Schnitzler (1889–1968) aus der Kölner Bankiersfamilie Schnitzler geheiratet. In zweiter Ehe war er seit 1970 mit der aus Deutschland geflohenen, US-amerikanischen Kunsthistorikerin Lotte Brand Philip (1910–1986) verheiratet.
Otto Förster wurde im Familiengrab Schnitzler seiner ersten Ehefrau auf dem Melaten-Friedhof (an der Millionenallee) begraben.